# دایکی ناکامورا
دایکی ناکامورا (انگلیسی: Daiki Nakamura; ۲۵ دسامبر ۱۹۶۲ – ) صداپیشگی در ژاپن اهل ژاپن بود. وی از سال ۱۹۸۱ میلادی تاکنون مشغول فعالیت بوده‌است.